# Edificio de la Prefectura de Iquitos
El edificio de la Prefectura de Iquitos es una casona construida en 1863, y ubicada frente al malecón Tarapacá, dentro de la Zona Monumental de Iquitos, es considerada Patrimonio Cultural de la Nación. En sus interiores funciona el Museo Amazónico, la Biblioteca Amazónica y la sede del Ministerio de Cultura.

## Historia

### Construcción
La prefectura fue construida en 1863 durante la fiebre del Caucho que se traducía en bonanza económica para la entonces pequeña ciudad de Iquitos, para servir como sede de los prefectos del entonces Departamento Marítimo Militar de Loreto (que incluía a Loreto, San Martín y Ucayali) escindiéndose de Amazonas, en Iquitos, que era la urbe con mayor movimiento comercial, en contraposición de la entonces capital departamental Moyobamba.
El edificio de la prefectura se convirtió de facto en el archivo regional de Loreto, recién de 1900 los prefectos reconocieron que el edificio estaba cumpliendo esta labor.

### Uso de interiores
Posterior al que el cargo de prefecto dejó de ser el cargo máximo de poder del departamento de Loreto, el edificio se reorganizó, siendo el ala este entregada en 1873 para la Biblioteca Amazónica, hasta que en 1903 la parte de la prefectura de la biblioteca agarró una autonomía hasta en la infraestructura. Mientras que desde 1996 en la parte oeste de la prefectura funciona el Museo Amazónico, cuya administración intenta mantener el estilo original de la prefectura cauchera por su pasado histórico, siendo lo diferente la inclusión de estatuas de maderas de nativos realizadas por el artista plástico Felipe Lettersten.